# غونيلا أندرسون
غونيلا أندرسون (بالسويدية: Gunilla Andersson)‏ هي لاعبة هوكي الجليد سويدية، ولدت في 26 أبريل 1975 في Skutskär ‏ في السويد.

## وصلات خارجية
- غونيلا أندرسون على موقع EliteProspects.com (الإنجليزية)
- غونيلا أندرسون على موقع Eurohockey.com (الإنجليزية)
- غونيلا أندرسون على موقع أوليمبيديا (الإنجليزية)
- غونيلا أندرسون على موقع اللجنة الأولمبية السويدية (السويدية)